# وزارت اقتصاد و دارایی ایتالیا
وزارت اقتصاد و دارایی ایتالیا (ایتالیایی: Ministero dell'Economia e delle Finanze) یکی از وزارتخانه‌های دولت ایتالیا است، که وظیفه نظارت بر بانک‌ها و مؤسسات مالی این کشور، همچنین امور مالیاتی را برعهده دارد.